# Младенович, Ненад
Ненад Младенович (серб. Nenad Mladenović, 13 декабря 1976, Свилайнац, СФРЮ) — сербский футболист, нападающий. Прежде всего известный по выступлениям за клубы «Обилич» и «Смедерево», а также национальную сборную Югославии.

## Клубная карьера
Во взрослом футболе дебютировал в 1994 году выступлениями за команду клуба «Шумадия» (Аранджеловац).
С 1995 по 2000 год играл в составе команд клубов «Раднички» (Свилайнац) и ОФК (Белград).
Своей игрой за последнюю команду привлёк внимание представителей тренерского штаба клуба «Обилич», к составу которого присоединился в 2000 году. Сыграл за белградскую команду следующие три сезона своей игровой карьеры.
В течение 2003—2005 годов защищал цвета команды клуба «Металлург» (Донецк).
В 2005 году заключил контракт с клубом «Гент», в составе которого провёл один год своей карьеры.
Позже защищал цвета клубов «Дейнзе», «Смедерево», «Аль-Ахли» (Дубай), «Гуанчжоу Фули», «Инджия» и «Бaлкан» (Mирьевo).
В 2012 году завершил карьеру игрока выступлениями за нижнелиговый сербский клуб «Синделич» (Белград).

## Выступления за сборную
В 2002 году дебютировал в официальных матчах в составе национальной сборной Югославии и сыграл лишь 1 матч.